# Dr. Katz, Professional Therapist
Dr. Katz, Professional Therapist ist eine US-amerikanische Zeichentrickserie, die vom 28. Mai 1995 bis zum 13. Februar 2002 auf Comedy Central lief. In der Serie werden die handelnden Personen farbig dargestellt, während die Objekte grau sind. Bisher kam es zu keiner Ausstrahlung im deutschen Fernsehen.

## Synchronisation
- Jonathan Katz – Dr. Katz
- H. Jon Benjamin – Ben
- Laura Silverman – Laura the Receptionist
- Will LeBow – Stanley
- Julianne Shapiro – Julie